# Hispano-Suiza 16 HP

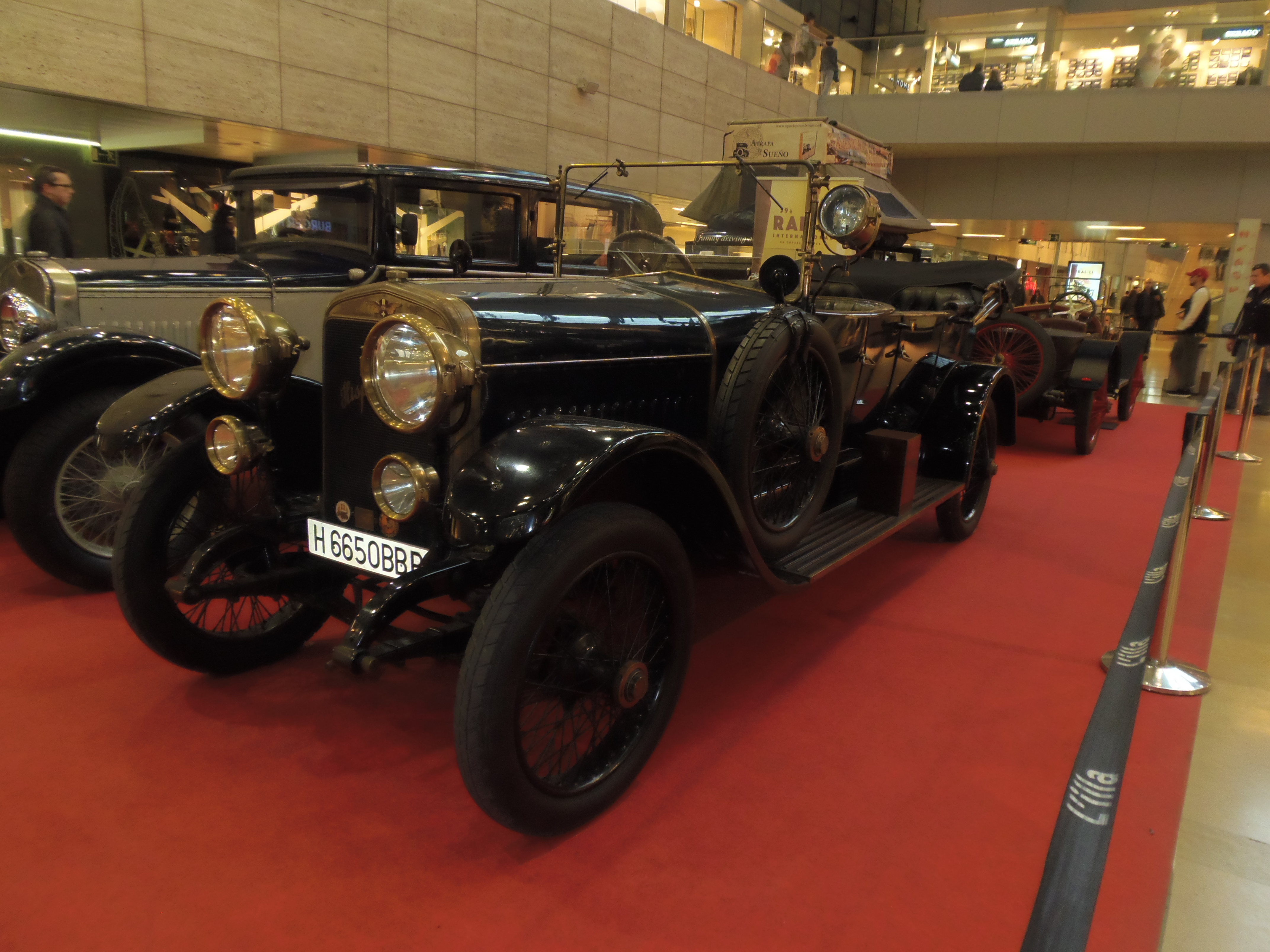
Hispano-Suiza 16 HP

Der Hispano-Suiza 16 HP ist ein Pkw-Modell. La Hispano-Suiza stellte die Fahrzeuge im spanischen Barcelona her. Andere Name sind Hispano-Suiza Tipo 30, was sich auf den Motor bezieht, und Hispano-Suiza 16-T.

## Beschreibung
Das Modell wurde 1915 als Nachfolger des kurzlebigen Hispano-Suiza Type 27 vorgestellt. Die Produktion begann spätestens im Oktober 1916.
Die Fahrzeuge hatte einen Vierzylindermotor mit Wasserkühlung. 85 mm Bohrung und 130 mm Hub ergaben 2951 cm³ Hubraum. Der Motor leistete 59 PS bei 2800 Umdrehungen in der Minute. Im Dezember 1922 wurde die Bohrung auf 87 mm vergrößert, was 3091 cm³ Hubraum bedeutete. Der größere Motor leistete 66 PS.
Das Fahrgestell hatte zunächst 329 cm Radstand und 140 cm Spurweite. Ab 1923 betrug der Radstand 330 cm. Das Fahrgestell wog 800 kg. Eine andere Quelle gibt an, dass zunächst die Wahl zwischen 295 cm und 329 cm Radstand bestand. Bekannt sind Aufbauten als Tourenwagen, Limousine und Landaulet.

## Produktionszahlen
Insgesamt entstanden 955 Fahrzeuge, davon 254 mit dem größeren Motor. Die Produktionszahlen in den einzelnen Jahren ab 1916: 28, 159, 75, 40, 100, 109, 192, 129, 96 und 27. Im April 1925 wurde das letzte Fahrzeug gefertigt. Eine andere Quelle gibt davon leicht abweichend 956 Fahrzeuge an.
Nachfolger wurde der Hispano-Suiza Tipo 48.